# Le Bien public (journal belge)
Pour les articles homonymes, voir Bien public (homonymie).
Le Bien public est un journal francophone qui fut publié à Gand de 1853 à 1940. Il avait été fondé par le fabricant de tissus catholique Joseph de Hemptinne (1822-1909). Le Bien public fut une importante tribune de l'opinion catholique ultramontaine.